# Jacques Philippe de Choiseul-Stainville

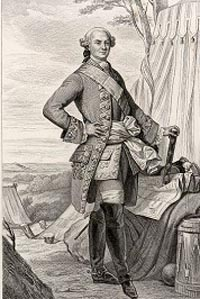
Porträt des Maréchal de Choiseul-Stainville

Jacques Philippe de Choiseul-Stainville (* 6. September 1727 in Lunéville; † 2. Juni 1789 in Straßburg), comte, seit 1786 duc de Stainville, (genannt duc de Choiseul-Stainville), baron de Dommanges, war ein Marschall von Frankreich.

## Leben

### Herkunft
Jacques Philippe de Choiseul stammte aus dem Haus Choiseul, eine Adelsfamilie aus  Choiseul im heutigen Département Haute-Marne. Diese Familie stellte eine große Anzahl wichtiger Persönlichkeiten im Königreich Frankreich: fünf Marschälle, einen Kardinal, zwei Bischöfe, und mehrere Staatsmänner. Die Wurzeln der Familie sind im 12. Jahrhundert nachgewiesen.
Er war der Sohn von  François-Joseph de Choiseul (1696–1769), 2. Marquis de Stainville, baron de Beaupré, Staatsrat, kaiserlicher Kammerherr etc. und der Françoise-Louise de Bassompierre († 1758). Zu seinen Brüdern zählten der Marschall von Frankreich Étienne-François de Choiseul sowie der Fürsterzbischof von Cambrai Léopold-Charles de Choiseul-Stainville.

### Militärkarriere
Seinen Militärdienst begann er in des Streitkräften des Heiligen Römischen Reiches unter Maria Theresia. Nachdem er zum Hauptmann der Dragoner befördert worden war, wurde er mit dem Bruststern des St.-Stephans-Ordens ausgezeichnet und zum Kammerherrn von Kaiser Franz I. ernannt. Weiter bekam er als Oberst ein Regiment Chevaulegers übertragen. Danach wurde er noch zum Generalmajor und 1759 zum Feldmarschall-Lieutenant befördert.
Im folgenden Jahr reichte er seine Demission ein und wechselte in französische Dienste. Hier wurde er mit dem Titel lieutenant général des armées dem Kommando von Maréchal Victor-François de Broglie unterstellt. Unter diesem Kommando blieb er bis zum Ende des Siebenjährigen Krieges, um nach dem Friedensschluss zum befehlshabenden Inspekteur des Corps des Grenadiers de France und zum Generalinspekteur der Infanterie bestellt zu werden.
Im Jahre 1770 wurde er zum Generalgouverneur von Lothringen und Bar und am 13. Juni 1783 zum Marschall von Frankreich ernannt. 1788 wechselte er auf den Posten des Generalgouverneurs im Elsass. Damit war er auch Befehlshaber über die Festungen Straßburg und Épinal.
Am 2. Februar 1786 wurde er mit dem Orden vom heiligen Geist ausgezeichnet und zum Duc de Choiseul-Stainville erhoben. (Diese Standeserhöhung geschah allerdings nur « à brevet », sie war daher an die Person gebunden und nicht vererbbar.)
Der Duc de Choiseul-Stainville starb im Alter von 61 Jahren am 2. Juni 1789 in Straßburg.

## Französische Auszeichnungen
- Ritter des Orden vom heiligen Geist (Versailles, 2. Februar 1786)[1]
- Ritter des „Ordre de Saint-Hubert du duché de Bar“ (1783)

## Heirat und Nachkommen
Er heiratete am 3. April 1761 in Paris die Thomasse-Thérèse de Clermont d'Amboise (1746–1789), Tochter von marquis Georges-Jacques de Clermont d'Amboise (1726–1746), Château de Reynel, Colonel des Régiment de Bretagne-Infanterie und der Marie-Henriette Racine du Jonquoy. Sie hatten die folgenden Kinder:
1. Marie Stéphanie (* 10. November 1763 in Stainville; † 6. April 1833 in Paris) ⚭ 6. Oktober 1778 in Amboise Claude-Antoine-Gabriel de Choiseul, duc de Choiseul-Stainville (1760–1838), deren Tochter:
  1. Jacqueline Béatrix Gabrielle Stéphanie (* 24. Februar 1782 in Paris; † 13. März 1861 ebenda), von 1810 bis 1814 Hofdame der Kaiserin Marie-Louise und von 1831 bis 1848 Gesellschaftsdame der Königin Marie-Amélie, ⚭ am 11. Juli 1804 in Besançon Philippe-Gabriel, duc de Marmier (1783–1845);
2. Marie Thérèse (* 1767; † 27. Juli 1794 hingerichtet) ⚭ 1782 prince Joseph de Monaco (1767–1816), deren Kinder:
  1. Honorine (* 22. April 1784; † 8. Mai 1879) ⚭ 1803 René de La Tour du Pin (1779–1832), marquis de La Charce, ohne Nachkommen;
  2. Athénaïs (* 22. Juni 1786; † 11. September 1860 auf Château de Fontaine-Française) ⚭ 1814 Louis Le Tellier, marquis de Souvré et de Louvois, comte de Tonnerre (* 1783; † 1844) (Le Tellier de Louvois)
  3. Delphine (* 22. Juli 1788), im Kindesalter verstorben.